# Пінгвін-шкіпер

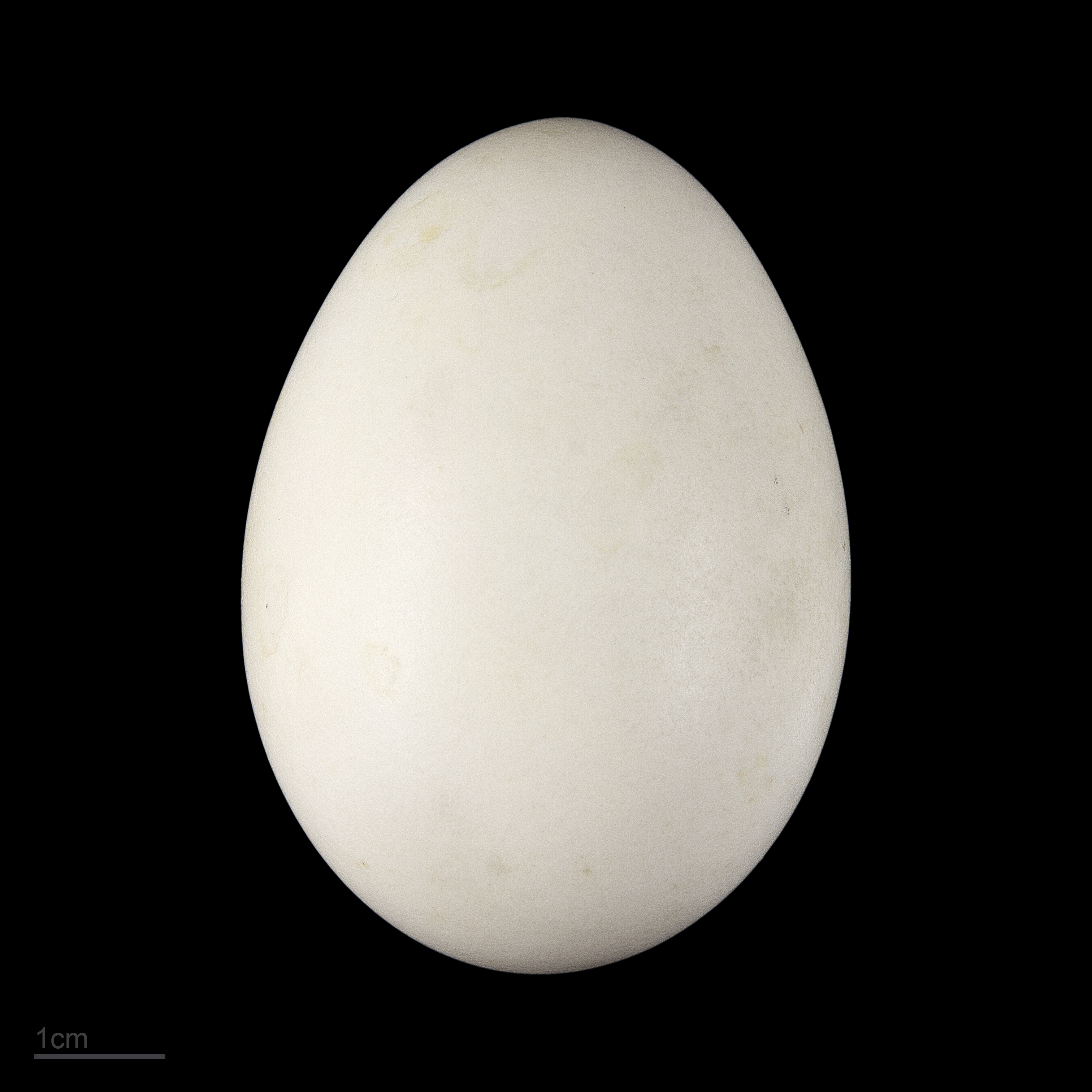
яйце Pygoscelis papua - Тулузький музей

Пінгві́н-шкіпер (Pygoscelis papua; іноді називають також пінгвінами Дженту — Gentoo penguin) — вид птахів з роду Антарктичні пінгвіни родини пінгвінових.

## Опис
Загальна довжина тіла становить 76—81 см, вага — 5—8,5 кг. Забарвлення темно-сіре зверху, біле — знизу. Дзьоб помаранчево—червоний із чорним коником, лапи — помаранчеві. Від інших видів відрізняється білою смугою, що проходить через верх потилиці від одного ока до іншого.

## Розповсюдження
Гніздова область обмежена Антарктичним півостровом і Фолклендськими островами, о. Південна Георгія, Кергелен, Херд, Південними Оркнейськими, Крозе, Принца Едварда і Південними Сендвічевими. Чисельність світової популяції становить 300 тис. особин.

## Спосіб життя
Живиться рибою, ракоподібними, молюсками неподалік від берега на глибинах 20—100 м, хоча може пірнати на глибину більше 200 м.
Гніздиться колоніями, що налічують кілька сотень пар. Колонії кожен рік переміщаються на кілька метрів від попереднього положення, але іноді можуть переміститися на багато кілометрів. Воліють гніздитися на прибережних рівнинах поблизу від піщаних або галькових пляжів, які використовуються для виходу з моря. Колонії перебувають на відстані 1-2 км від моря.
Гніздяться на поверхні, створюючи рудиментарні гнізда з камінців, гілочок, травинок та іншого підручного матеріалу, який можна знайти поблизу. Відкладання яєць закінчується до кінця жовтня. Кладка складається з 2 яєць, вага яких становить по 130 г кожне. Кладку насиджують обидва з батьків протягом 34 днів, змінюючись через 1—3 дні. Хоча друге яйце в кладці відкладається через 4 дні після першого, обидва пташеня вилуплюються протягом 24 годин. Перші 3—4 тижні пташенята поперемінно обігріваються батьками та залишаються у гнізді. Пізніше вони залишають гнізда й утворюють «ясла», дозволяючи вже обом батькам добувати корм. Дорослі годуються в межах 20 км від колонії, відправляючись у море вранці, а повертаючись в колонію ввечері. Час, витрачений на видобуток здобичі, зростає в міру того, як ростуть пташенята.
За годівлю робить до 450 занурень. Якщо корму достатньо, батьки вигодовують обох пташенят. Пташенята залишають колонію у віці 14 тижнів, але батьки можуть їх годувати ще кілька тижнів. Після завершення сезону розмноження дорослі птахи проводять у море тривалий час, накопичуючи жирові запаси перед линянням. Линяння триває 2—3 тижні, протягом яких птахи не живляться, перебуваючи на березі. На суші у дорослих пінгвінів немає природних хижаків.
На цих пінгвінів полюють морські леви, морські леопарди і касатки. У колоніях яйця і маленьких пташенят викрадають поморники, мартини і каракара.

## Цікаві факти
- На честь субантарктичних пінгвінів названий один з дистрибутивів GNU/Linux, Gentoo Linux, через те, що вони є найшвидшими водоплавними пінгвінами.
- В американській комедії 2011 року «Пінгвіни містера Поппера» поряд з Джимом Керрі головну роль виконують 6 субантарктичних пінгвінів.
- Під водою субантарктичні пінгвіни досягають швидкості 36 км/год, що робить їх найшвидшими з усіх пінгвінів. Глибина занурення може досягати двохсот метрів.